# Phare de Michigan City (jetée est)

Le phare est de Michigan City (en anglais : Michigan City East East Light), est un phare situé sur le lac Michigan en bout du brise-lames est du port de Michigan City dans le comté de Lake, Indiana. Il a remplacé le phare de Michigan City (1858) dont la lanterne avec son système optique a été transféré sur le nouveau.
Il est inscrit au Registre national des lieux historiques depuis le 17 février 1988 sous le n° 88000069.

## Historique
Il s'agit de l'une des rares lumières sur les Grands Lacs qui possède encore une passerelle en fer au sommet de la jetée (voir le phare de Manistee Pierhead et le phare de Grand Haven South Pierhead Inner.
En mai 2007, cette aide à la navigation a été jugée excédentaire par la Garde côtière. Il a été offert sans frais aux entités éligibles, y compris les agences fédérales, étatiques et locales, les sociétés à but non lucratif, les agences éducatives ou les organisations de développement communautaire en vertu de la National Historic Lighthouse Preservation Act. La ville Michigan City en est devenu propriétaire.
L'ancien phare de 1858, près de l'entrée du parc, est ouvert tous les jours en tant que musée sauf le lundi de 13 h à 16 h.

## Description
Le phare  est une tour octogonale métallique en acier de 15 m de haut, avec galerie et sans lanterne, montée sur un bâtiment de signal de brouillard. Le phare et peint en blanc et la lanterne est noire.
Son feu à occultations émet, à une hauteur focale de 17 m, une lumière blanche durant 3 secondes par période de 4 secondes. Sa portée est de 12 milles nautiques (environ 22 km). Il est équipé d'une corne de brume émettant deux souffles toutes les 30 secondes.

## Caractéristiques dufeu maritime
Fréquence : 4 secondes (W)
- Lumière : 3 secondes
- Obscurité : 1 seconde

Identifiant : ARLHS : USA-493 ; USCG :  7-19545 .

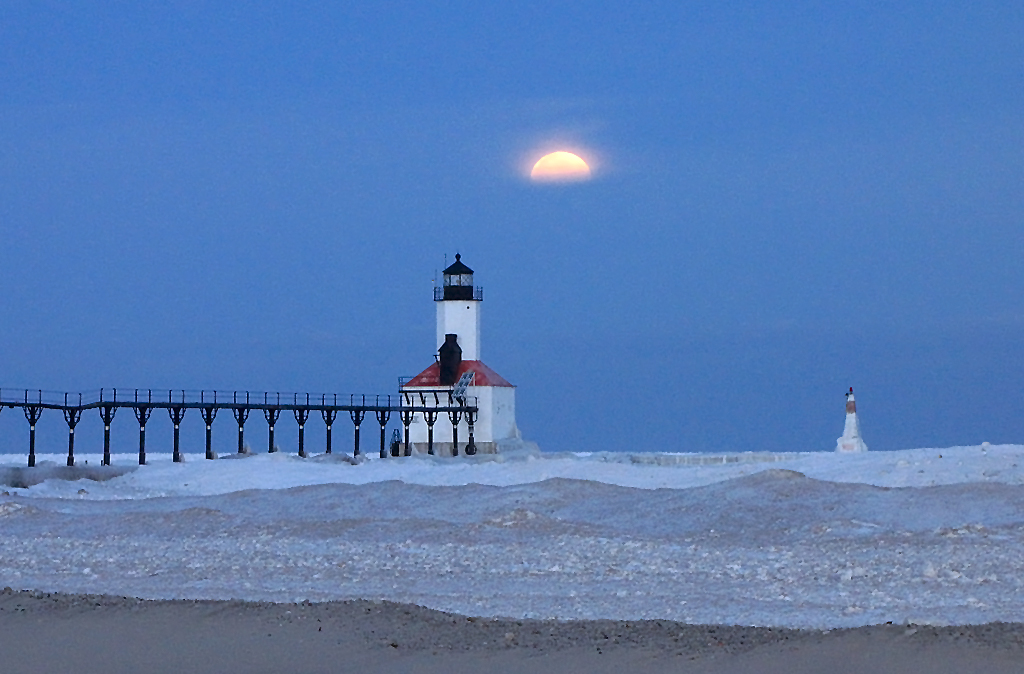
Entrée du port de Michigan City
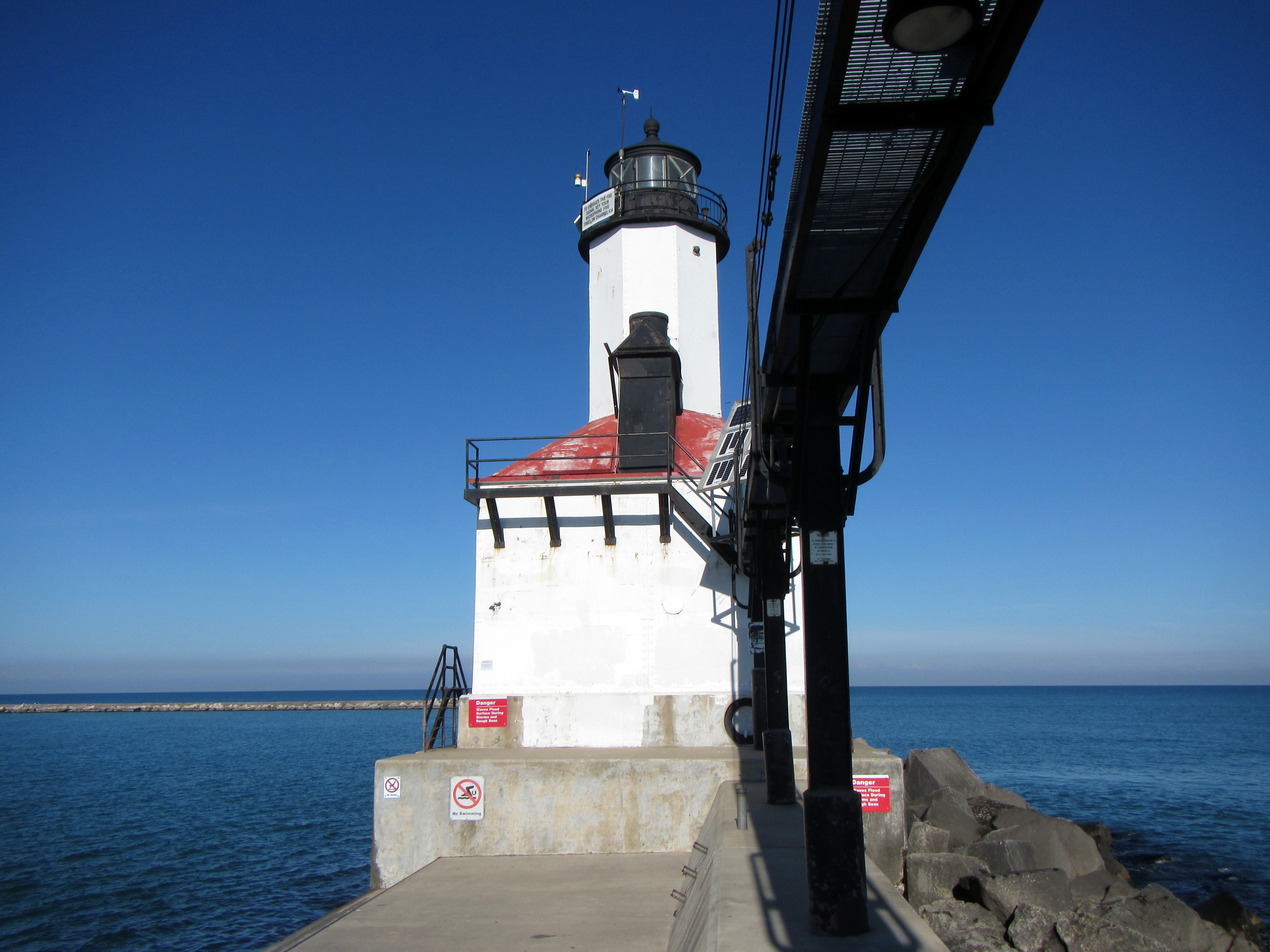
Le phare

### Lien connexe
- Liste des phares de l'Indiana